# Oktoberteatern
Oktoberteatern är en mindre institutionsteater (sedan 2005) i Södertälje i Södermanland och en länsteater (sedan 2013) i Stockholms län. Teatern öppnade ursprungligen som biograf Castor 1929, men kom senare att omvandlas för att kunna vida levande teaterföreställningar. Teatergruppen Oktober som idag ger namn åt lokalen grundades 1972 eller 1973 och flyttade till Södertälje 1978.

## Teaterlokalen
Kvarteret Castor 5 ritades av Södertäljearkitekten Tore E:son Lindhberg. Castor var stadens största biograf, och hade 612 sittplatser. Lindhberg ritade salongen. Den klassicistiska inredningen utfördes av Einar Forseth och John Broberg. Castor var först i Södertälje med ljudfilm.
Salongen var ursprungligen inredd i nyklassicistisk stil med målningar av Gunnar Torhamn. Detaljerat målade pelare med akantuskapitäl och klassicerande ornament bar upp en marmorerad arkitrav och förgylld meanderfris. På väggarna fanns tidstypiska armaturer om tre lampor vardera och de klassicistiska dörrarna hade såväl fris som tympanonfält och reliefer. I salongen fanns svarta fåtöljer med röd stoppning och i taket stora lampor.
Biografverksamheten lades ned 1984 och några få år senare blev lokalen eldhärjad. Sedan dess har lokalerna renoverats och använts till teaterverksamhet. Idag är salongenens fasta inredningar till stora delar lika originalen. Hur mycket och till vilken utsträckning som branden skadade ytskikten är svårt att avgöra, och Länsstyrensen bedömer att helheten idag är i gott skick. Salongens innertak har dock fått ny fast belysning, ett renoverat kontroll- och personalrum har tagit plats bakom parketten, och av de ursprungliga sittdonen finns inga spår kvar. På väggar är målningar, schabloner och förgyllningar i gott skick, och armaturerna till synes original.
Efter att teatergruppen Oktober ensamt börjat använda lokalerna namnändrades anläggningen till Oktoberteatern.

### Bilder

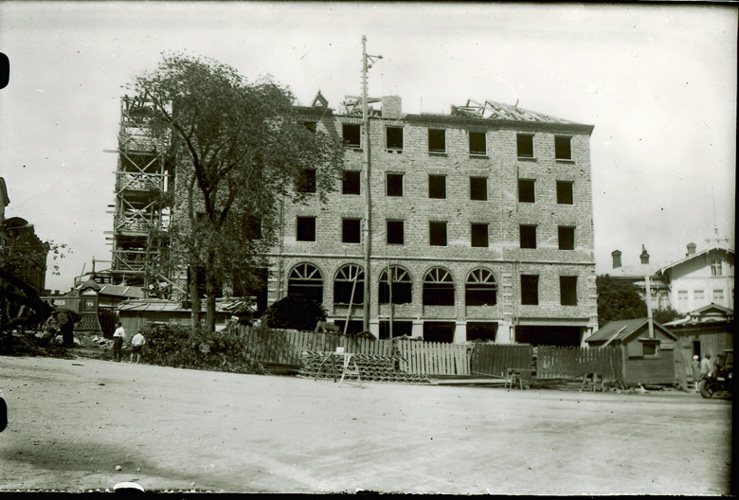
Fastigheten under uppförande. Föreställningslokalens entré syns längst ned till höger
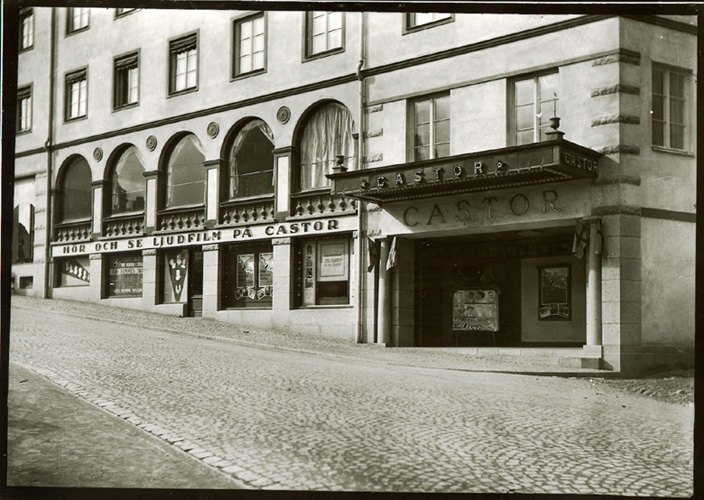
Entrén under 1930-talet
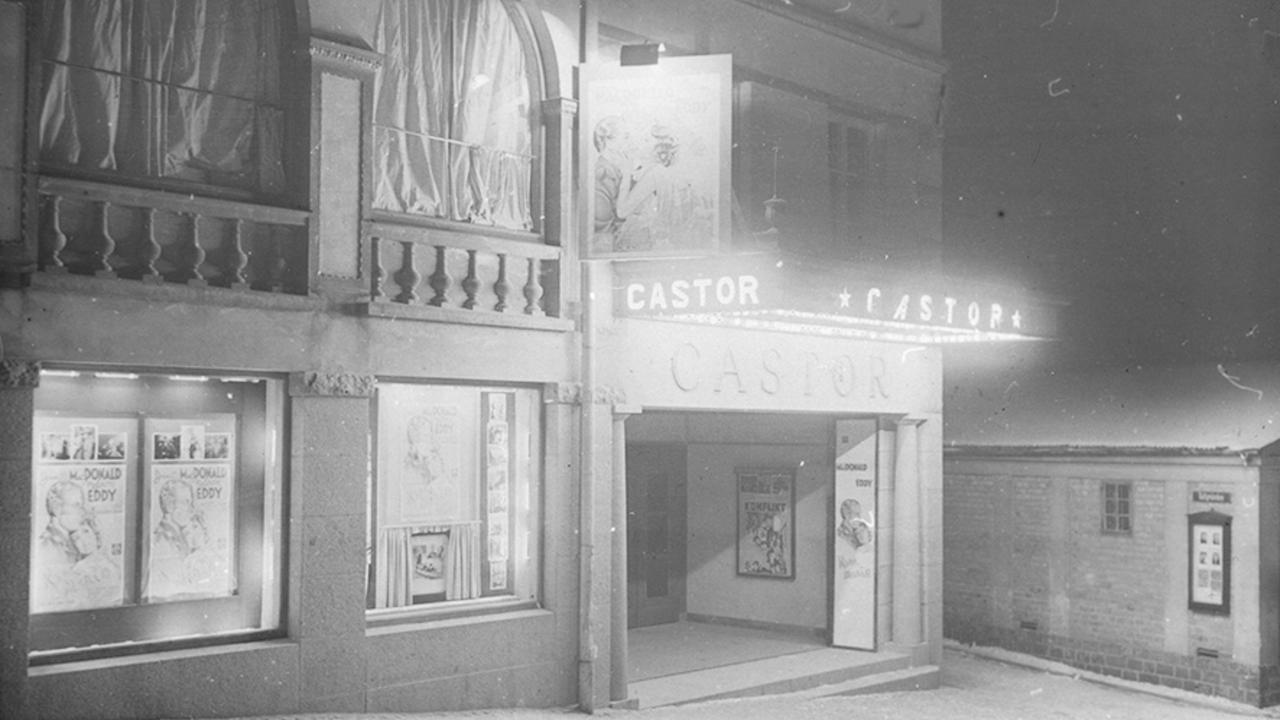
Entrén ca senare delen av 1940-talet

## Oktoberteatern - historik
Musikteatergruppen Oktober bildades i Lund 1972. Den flyttade till Malmö 1973 och sedermera till Södertälje 1978, där den än idag är verksam. Teatergruppen själva anger idag 1973 som sitt startår.
De tidiga pjäserna hade framträdande inslag av musik. Dess genombrott blev pjäsen Sven Klangs kvintett, som filmatiserades 1976 (regissör Stellan Olsson) och vann en Guldbagge 1977. Samma år genomförde teatergruppen tillsammans med fyra andra fria grupper, däribland Nationalteatern, den nationellt uppmärksammade föreställningen Tältprojektet.
1978 tecknade Oktober avtal med Södertälje kommun om att bli stadens teatergrupp. 2005 utnämnde regeringen Oktoberteatern till en institutionsteater, och 2013 blev Oktoberteatern en av Sveriges 21 länsteatrar.
Oktoberteatern har satt upp många pjäser där man haft samarbeten med invandrargrupper, pensionärer och ungdomar i staden, bland annat i pjäsen West Side Story.
Många av Oktoberteaterns pjäser har överförts till SVT Drama – till exempel Guds Djärvaste Ängel, Bouncers, Pepparrotslandet, Vi har Suttit på Molieres stol, En fika med Ibo och nu senast Fem Myror är fler än fyra elefanter..
West Side Story i regi av Elisabeth Frick belönades 1993 med Prix d'Assitej, regeringens pris för bästa barn- och ungdomspjäs och Olof Palmes pris. En fika med Ibo 2 fick 2005 Parkteaterns Vänners pris för bästa sommarteater.
Utöver att ge egna teaterföreställningar och verka i olika samarbeten och gästspel samverkar Oktoberteatern sedan många år med jazzmusiker och kompositörer som Elise Einarsdotter och Peter Asplund.